# Lamotte-du-Rhône
Lamotte-du-Rhône este o comună în departamentul Vaucluse din sud-estul Franței. În 2009 avea o populație de 409 de locuitori.

## Evoluția populației
| An        | 1975 | 1982 | 1990 | 1999 | 2006 | 2009 |
| --------- | ---- | ---- | ---- | ---- | ---- | ---- |
| Populație | 385  | 372  | 358  | 416  | 403  | 409  |